# I.B. Tauris
I. B. Tauris este o editură independentă de limba engleză, cu birouri la Londra și New York.

## Istoric
I.B. Tauris a fost fondată în 1983. Strategia sa declarată a fost de a umple diferența percepută între editurile comerciale și editurile universitare — adică de a publica lucrări serioase, dar scrise într-un limbaj accesibil, pe teme de cultură și politică internațională. Compania s-a specializat încă de la început pe publicarea de lucrări referitoare la Orientul Mijlociu.
Editura este specializată în prezent pe publicarea de cărți de non-ficțiune despre artă, istorie (medievală si modernă), politică și relații internaționale, Orientul Mijlociu și lumea Islamică în general, religie, geografie și mediul înconjurător și cultură vizuală (inclusiv film, fotografie și artă contemporană). Cărțile sale sunt destinate în primul rând specialiștilor, inclusiv cercetători universitari și studenți. Cu toate acestea, în afară de interesul puternic pentru subiectele preferate, compania se adresează, de asemenea, ți unei audiențe generale. În perioada de după atacurile de la 11 septembrie 2001, de exemplu, s-a raportat că volumul Taliban al lui Ahmed Rashid s-a vândut în aproape 500.000 de exemplare în lumea vorbitoare de limba engleză, cu 27 de ediții publicate la nivel internațional.
Tauris Parke Paperbacks este o marcă a editurii care se concentrează pe cărți de călătorie, istorie populară și biografii.
În mai 2011, compania a achiziționat editura de lucrări de arte plastice Philip Wilson Publishers după ce i-a condus activitățile de vânzări, marketing și distribuție timp de mai mulți ani.
În iunie 2013, compania a anunțat un acord cu American University in Cairo Press (AUCP) prin intermediul căruia I.B. Tauris distribuie toate publicațiile AUCP în întreaga lume, cu excepția Americii de Nord și a Egiptului. Cele două edituri, de asemenea, s-au angajat în publicarea unei serii de cărți distribuite pe plan internațional. Această mișcare a fost inclusă în strategia I.B. Tauris de a deveni un jucător dominant în publicarea de cărți în domeniul culturii și politicii Orientului Mijlociu.